# 維也納地鐵4號線

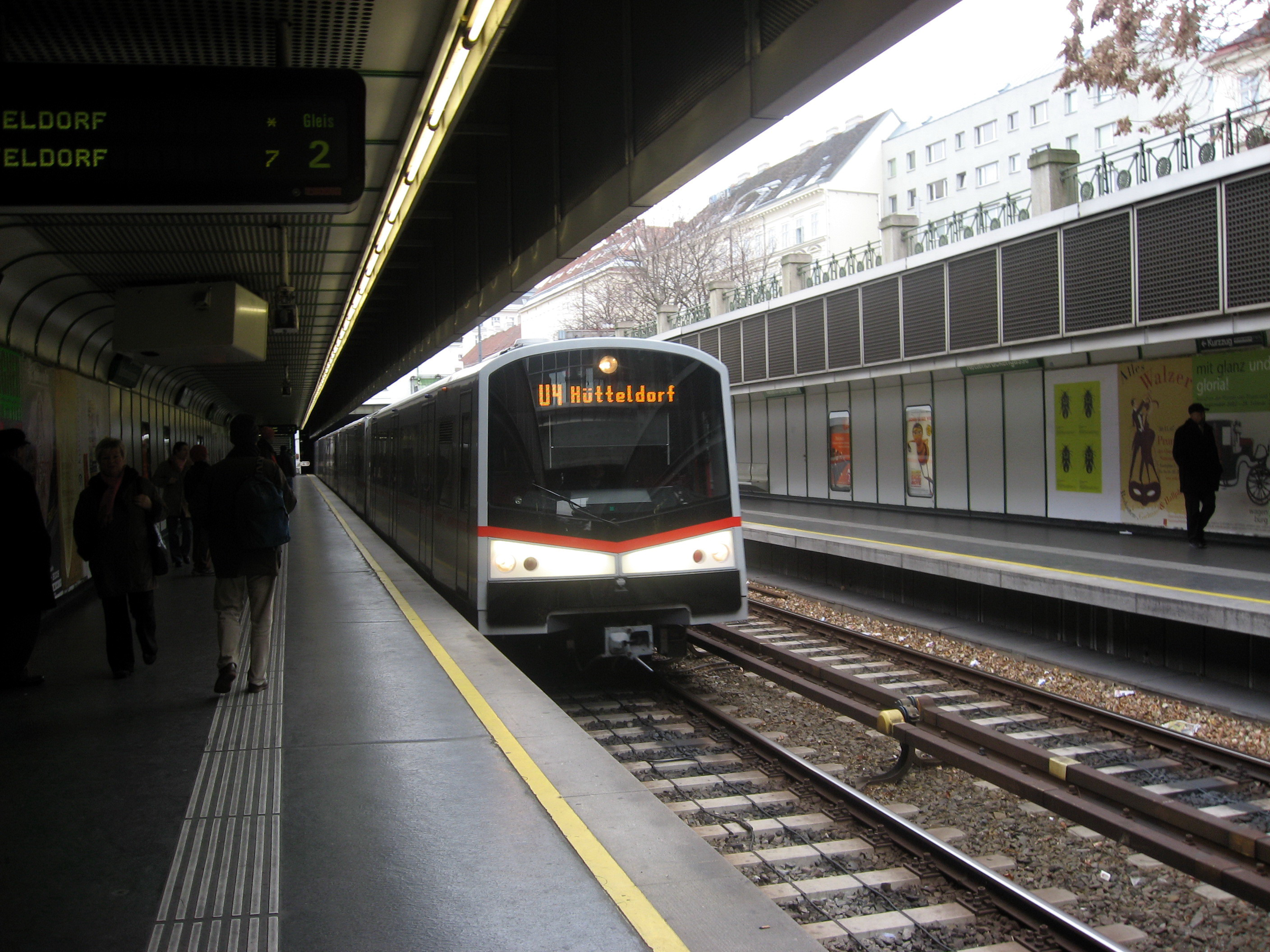
4號線電車

維也納地鐵4號線（德語：Wiener U-Bahnlinie 4）是奧地利維也納的一條地鐵路線。維也納地鐵U4線全長16.5公里，共有20個車站，開業於1976年，是維也納最早開業的地鐵路線。

## 外部連結
- 维基共享资源上的相關多媒體資源：維也納地鐵4號線